# Zamosze (rejon janowski)
Zamosze (biał. Замошша, Zamoszsza; ros. Замошье, Zamoszje) – wieś na Białorusi, w obwodzie brzeskim, w rejonie janowskim, w sielsowiecie Laskowicze.

## Historia
W XIX i w początkach XX w. wieś, majątek ziemski należący do Spirydonowych oraz chutor własności Smierdiaczy-Krasiejewka, położone w Rosji, w guberni grodzieńskiej, w powiecie kobryńskim, w gminie Osownica.
W dwudziestoleciu międzywojennym leżało w Polsce, w województwie poleskim, w powiecie drohickim, do 12 kwietnia 1928 w gminie Drużyłowicze, następnie w gminie Motol. W 1921 wieś liczyła 295 mieszkańców, zamieszkałych w 57 budynkach. Wszyscy oni byli Białorusinami wyznania prawosławnego. Folwark (majątek) liczył 58 mieszkańców, zamieszkałych w 4 budynkach, w tym 32 Białorusinów i 26 Żydów. 32 mieszkańców było wyznania prawosławnego i 26 mojżeszowego.
Po II wojnie światowej w granicach Związku Sowieckiego. Od 1991 w niepodległej Białorusi.